# 5453 Захарченя
5453 Захарченя (5453 Zakharchenya) — астероїд головного поясу, відкритий 3 листопада 1975 року.
Тіссеранів параметр щодо Юпітера — 3,600.